# Tommy Marth
Tommy Marth (23. listopadu 1978 Las Vegas, Nevada, USA – 23. dubna 2012 tamtéž) byl americký saxofonista. Byl známý jako spolupracovník skupiny The Killers, se kterou hrál na albech Sam's Town (2006) a Day & Age (2008). V dubnu 2012 se zastřelil.